# Laureus World Sports Awards/Alternativ-Sportler des Jahres
Diese Liste zählt alle Sportlerinnen und Sportler auf, die bei den Laureus World Sports Awards als „Alternativ-Sportler des Jahres“ nominiert waren. Die Sieger sind farblich hervorgehoben. 2008 wurde die Kategorie in „Action-Sportler des Jahres“ umbenannt.

## Liste der Sieger und Nominierten
| 2000 | Shaun Palmer (USA)                  | Mountainbike/Snowboard            |
|      | Tony Hawk (USA)                     | Skateboard                        |
|      | Travis Pastrana (USA)               | Motorradsport                     |
| 2001 | Mike Horn (Südafrika)               | Extremsport                       |
|      | Layne Beachley (Australien)         | Surfen                            |
|      | Tara Dakides (USA)                  | Snowboard                         |
|      | Davo Karničar (Slowenien)           | Klettern/Extremskifahren          |
|      | John Stamstad (USA)                 | Mountainbike                      |
| 2002 | Bob Burnquist (Brasilien)           | Skateboard                        |
|      | Will Gadd (Kanada)                  | Eisklettern/Gleitschirmfliegen    |
|      | Matt Hoffman (USA)                  | BMX                               |
|      | Umberto Pelizzari (Italien)         | Apnoetauchen                      |
|      | Elena Repko (Ukraine)               | Klettern                          |
| 2003 | Dean Potter (USA)                   | Klettern                          |
|      | Anne-Caroline Chausson (Frankreich) | Mountainbike/BMX                  |
|      | Kelly Clark (USA)                   | Snowboard                         |
|      | Pierre-Luc Gagnon (Kanada)          | Skateboard                        |
|      | Martin Strel (Slowenien)            | Langstreckenschwimmen             |
| 2004 | Layne Beachley (Australien)         | Surfen                            |
|      | Gretchen Bleiler (USA)              | Snowboard                         |
|      | Anne-Caroline Chausson (Frankreich) | Mountainbike/BMX                  |
|      | Laird Hamilton (USA)                | Surfen                            |
|      | Ryan Sheckler (USA)                 | Skateboard                        |
|      | Shaun White (USA)                   | Snowboard/Skateboard              |
| 2005 | Ellen MacArthur (Großbritannien)    | Segeln                            |
|      | Darren Berrecloth (Kanada)          | BMX                               |
|      | Gunn-Rita Dahle (Norwegen)          | Mountainbike                      |
|      | Dallas Friday (USA)                 | Wakeboard                         |
|      | Mike Horn (Südafrika)               | Extremsport                       |
|      | Shane McConkey (Kanada)             | Freeskiing                        |
| 2006 | Angelo d'Arrigo (Italien)           | Gleitschirmfliegen/Drachenfliegen |
|      | Chelsea Georgeson (Australien)      | Surfen                            |
|      | Tanner Hall (USA)                   | Freeskiing                        |
|      | Kelly Slater (USA)                  | Surfen                            |
|      | Jeremy Stenberg (USA)               | Motocross                         |
|      | Danny Way (USA)                     | Skateboard                        |
| 2007 | Kelly Slater (USA)                  | Surfen                            |
|      | Aaron Hadlow (Großbritannien)       | Kitesurfen                        |
|      | Travis Pastrana (USA)               | Rallye/Motorradsport              |
|      | Kevin Pritchard (USA)               | Windsurfen                        |
|      | Gisela Pulido (Spanien)             | Kitesurfen                        |
|      | Ryan Sheckler (USA)                 | Skateboard                        |